# De Tomaso Mangusta

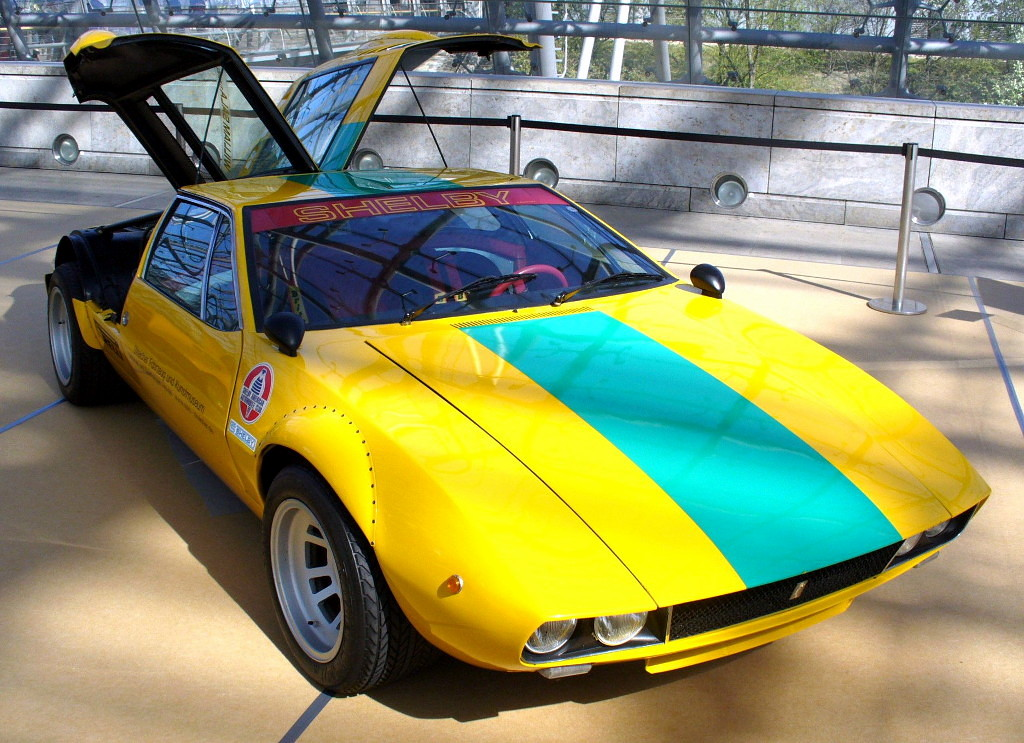
De Tomaso Mangusta Group 4 GT

De Tomaso Mangusta — спортивный автомобиль, выпускавшийся итальянским автопроизводителем De Tomaso с 1967 по 1971 год.

## История
Mangusta сменила свою предшественницу — модель Vallelunga и основывалась на её шасси. Название дано в честь мангуста — животного, которое способно убить кобру. По слухам, компания De Tomaso вела переговоры с Кэрроллом Шелби (Carroll Shelby) о замене Shelby Cobra на спортивный автомобиль итальянского производства (De Tomaso Sport 5000, также известный как De Tomaso P70), но соглашения не было достигнуто из-за вовлечения Shelby в гоночную программу Ford (Ford GT40). Тем не менее, поскольку Алессандро Де Томазо и Кэрролл Шелби поддерживали приятельские отношения, первые 200 двигателей для новой Mangusta были поставлены фирмой Shelby. В 1971 году Mangusta была заменена на гораздо более дешёвую Pantera.
Всего выпущен 401 экземпляр машины. 150 из них («европейская версия») оснащались четырёхфарной системой освещения и двигателями Ford объёмом 289 куб. дюймов (4,7 л), а остальные («американская версия») имели складывающиеся фары и менее мощный двигатель Ford объёмом 302 куб. дюйма (4,9 л). Одна из машин, построенная специально для вице-президента General Motors Билла Митчелла (Bill Mitchell), была оснащена мотором Chevrolet. По разным оценкам, до настоящего времени сохранилось приблизительно 170 экземпляров.

## Характеристики
Mangusta оснащалась двумя двигателями, оба — V8 производства Ford объёмами 289 куб. дюймов (4,7 л) и 302 куб. дюйма (4,9 л). Первый имел мощность 306 л. с. (228 кВт), второй — 220 л. с. (160 кВт). Максимальная скорость — 250 км/ч (155 миль/ч). Трансмиссия — ZF 5-ступенчатая механическая. Тормоза — дисковые на всех четырёх колёсах. Дизайн автомобиля создан Джорджетто Джуджаро (Giorgetto Giugiaro) и имеет отличительную черту — двери «крыло чайки» над моторным отделением и багажником. На ранние модели устанавливались двойные фары в передней части решётки радиатора, более поздние имели одну семидюймовую выдвигающуюся фару.
На момент производства Mangusta была относительная недорога, но имела проблемы со стабильностью и управляемостью из-за хрупкого шасси и неудачного распределения веса. Другими недостатками автомобиля являлись также тесный салон и низкий дорожный просвет.

## Возрождение
Индекс Mangusta возродился в начале 2000-х годов для концепт-кара De Tomaso Biguà, получившего окончательное название Qvale Mangusta после дискуссии партнёров De Tomaso и Qvale. Этот автомобиль выпускался в ограниченном количестве.